# فصل‌های شکوفه
فصل‌های شکوفه (انگلیسی: Seasons of Blossom؛ کره‌ای: 청춘 블라썸) یک مانهوای محصول کره جنوبی به نویسندگی هونگ‌دوک و تصویرسازی نِه‌مونه است که به صورت وب‌تون منتشر شده است. فصل‌های شکوفه در نسخهٔ اصلی وب‌تون شامل یک چهارگانه است که هر قسمت آن به یکی از چهار فصل (بهار، تابستان، پاییز و زمستان) اشاره می‌کند و شامل داستان‌هایی از نوجوانان است که دوران پر فراز و نشیب نوجوانی را تجربه کرده‌اند.
فصل‌های شکوفه در ابتدا به صورت سریالی‌شده از طریق پلتفرم وب‌تون ناور کورپوریشن به نام ناور وب‌تون از ۲۶ ژوئن ۲۰۲۰ تا ۳۱ مارس ۲۰۲۳ منتشر شد و نسخهٔ چاپی آن از ۲۰ آوریل ۲۰۲۲ منتشر شد و در نهایت در ۶ جلد جمع‌آوری شد. یک لایو اکشن اقتباسی از این وب‌تون از ۲۱ سپتامبر تا ۲ نوامبر ۲۰۲۲ از ویو منتشر شد. ساخت یک مجموعه انیمه اقتباسی توسط اکس‌تورم اعلام شده است که قرار است در سال ۲۰۲۴ منتشر شود.